# Rachel Hurd-Wood
Rachel Clare Hurd-Wood (ur. 17 sierpnia 1990 w Londynie) – brytyjska aktorka i modelka.

## Życiorys
Jest córką Philipa i Sarah Hurd-Wood; ma młodszego brata Patricka (ur. 1995).
Początkowo mieszkała w Londynie, w wieku 8 lat jej rodzice z dziećmi przeprowadzili się do Godalming w Surrey.
Jako aktorka filmowa zadebiutowała, mając 13 lat, w Piotrusiu Panu w reżyserii P.J. Hogana. Spędziła osiem miesięcy na planie filmowym w Australii. Za rolę Wendy zdobyła nominację do nagrody Saturna.
Po powrocie na Wyspy Brytyjskie zagrała Imogen, młodą dziewczynę uprowadzoną przez porywaczy, w filmie telewizyjnym Sherlock Holmes i sprawa jedwabnej pończochy.

## Filmografia
- 2003: Piotruś Pan jako Wendy
- 2004: Sherlock Holmes i sprawa jedwabnej pończochy jako Imogen
- 2005: Demon: Historia prawdziwa jako Betsy Bell
- 2006: Pachnidło jako Laura Richis
- 2009: Solomon Kane: Pogromca zła jako Meredith
- 2009: Dorian Gray jako Sybil
- 2010: Jutro: Kiedy zaczęła się wojna jako Corrie McKenzie
- 2011: Ostatnia klątwa jako Mae-West O’Mara
- 2014: Highway to Dhampus jako Elizabeth James
- 2015: Segon origen jako Alba
- 2017: Beautiful Devils jako Darcy
- 2018: The Revenger: An Unromantic Comedy jako Kendra